# Riisitunturi nationalpark
Riisitunturi nationalpark (fi.  Riisitunturin kansallispuisto) är en nationalpark i Posio kommun, i Finland. Den inrättades 1982 och omfattar ungefär 77 kvadratkilometer, en bergig nationalpark med många myrar, framför allt för området karaktäristiska sluttningsmyrar. Reservatet ligger nästan i sin helhet 300 meter över havet. Det finns 13 bergstoppar på över 400 meter över havet – högst är Riisitunturi (465 m) som gett nationalparken dess namn.
Nationalparken gränsar söderut till Karitunturi naturskyddsområde med bland andra Iso Karitunturi.

## Historik
Spår av kvartsbrytning från stenåldern har hittats vid sjön Noukajärvis strand och på västsluttningen av Nuolivaara. Fångstgropar har hittats på det smala näset mellan tjärnarna Liittolammit och på krönet av Noukavaara.